# رفتار اجتماعی

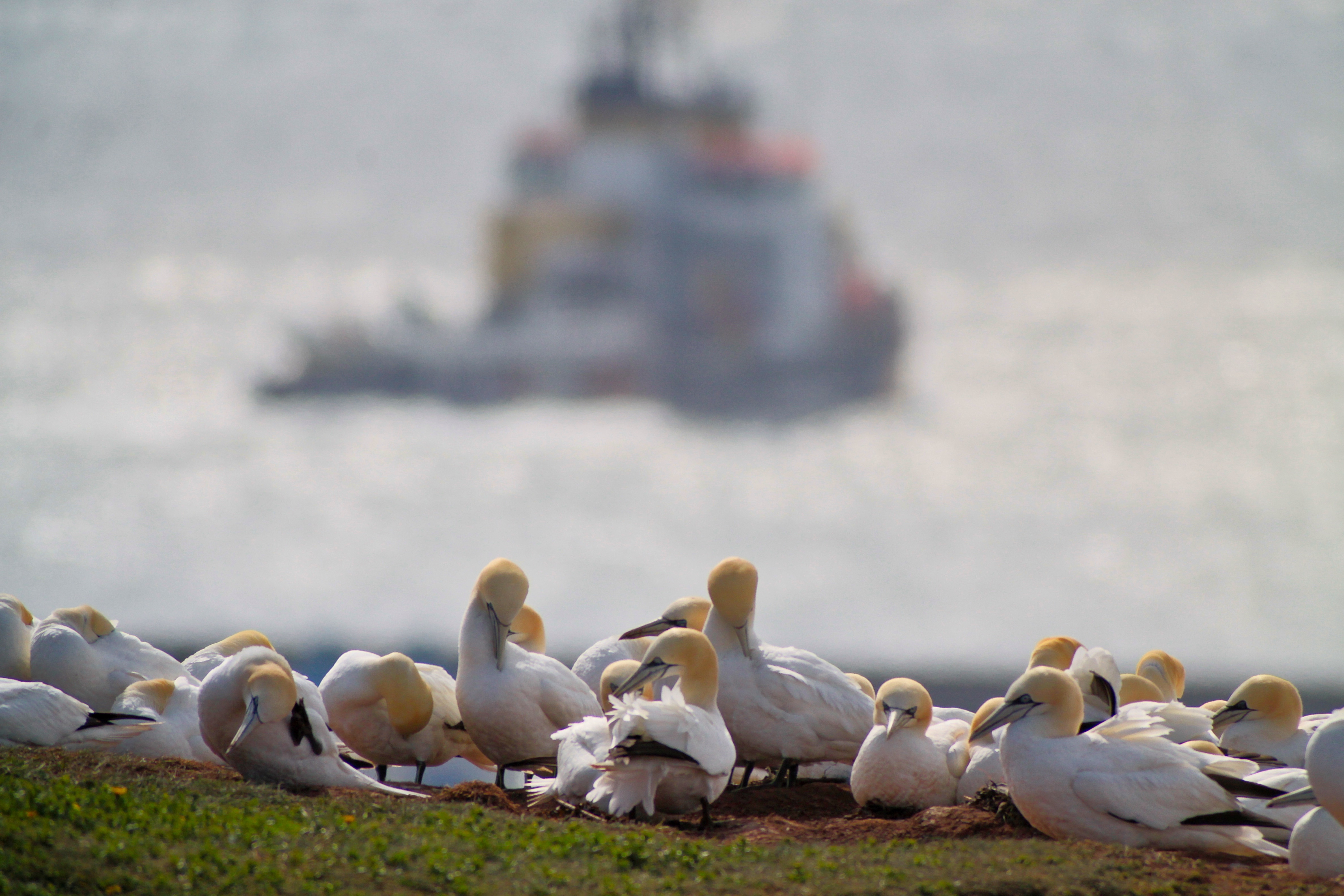
یک کلنی از گانت شمالی، نمونه‌ای از رفتار اجتماعی

رفتار اجتماعی رفتاری میان دو یا چند جاندار درون همان گونه است و شامل هر رفتاری است که در آن بر یکی از اعضای دیگر تاثیر می‌گذارد. این به دلیل برهم‌کنش میان آن اعضا است. رفتار اجتماعی را می‌توان شبیه به مبادله کالا دانست، با این انتظار که وقتی می‌دهید، همان را دریافت می‌کنید. این رفتار هم می‌تواند تحت تأثیر کیفیت‌های فردی و هم عوامل محیطی (موقعیتی) باشد. بنابراین، رفتار اجتماعی در نتیجۀ تعامل بین این دو — جاندار و محیط آن — به وجود می‌آید. به این معنی که، در رابطه با انسان، رفتار اجتماعی را می‌توان با هر دو ویژگی منحصربه‌فرد از یک فرد، و وضعیتی که آن هستند تعیین می‌شود.

## نگارخانه

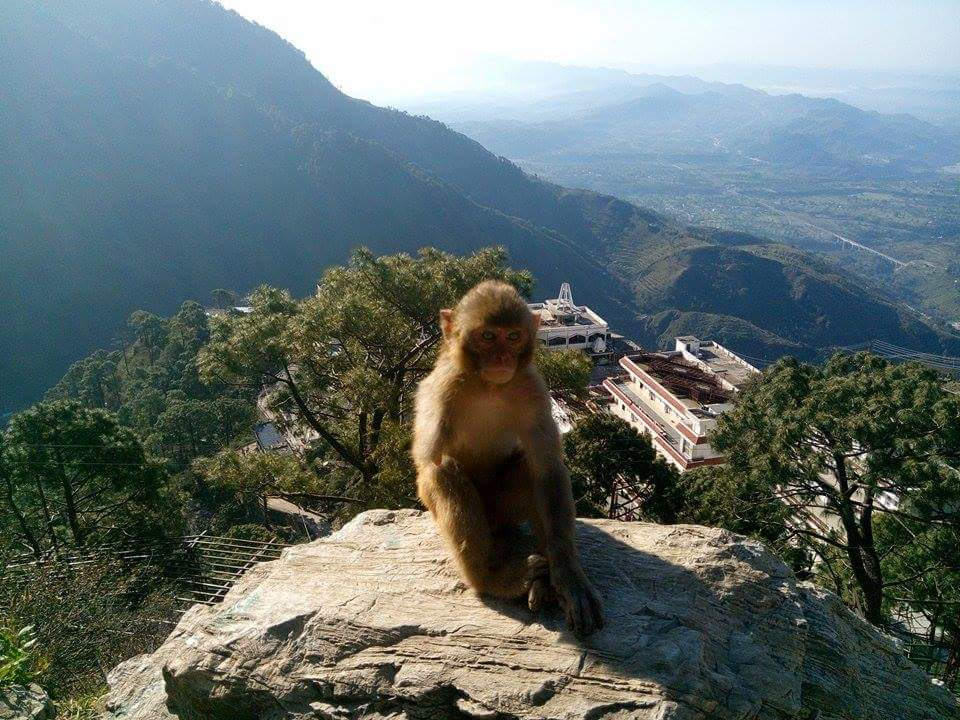
میمون رزوس
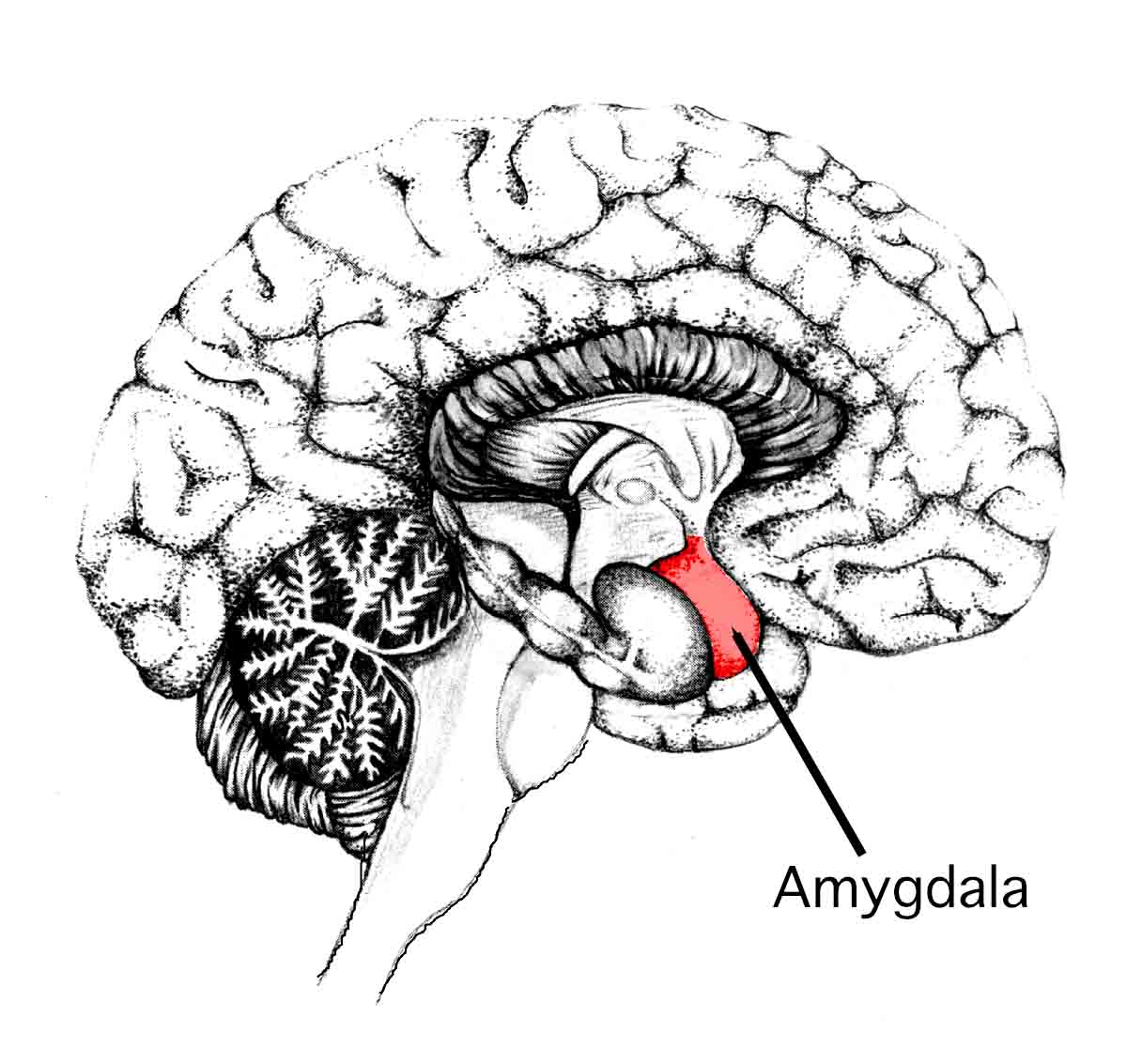
محل کالبدشناختی آمیگدال
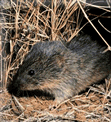
ول مرغزار
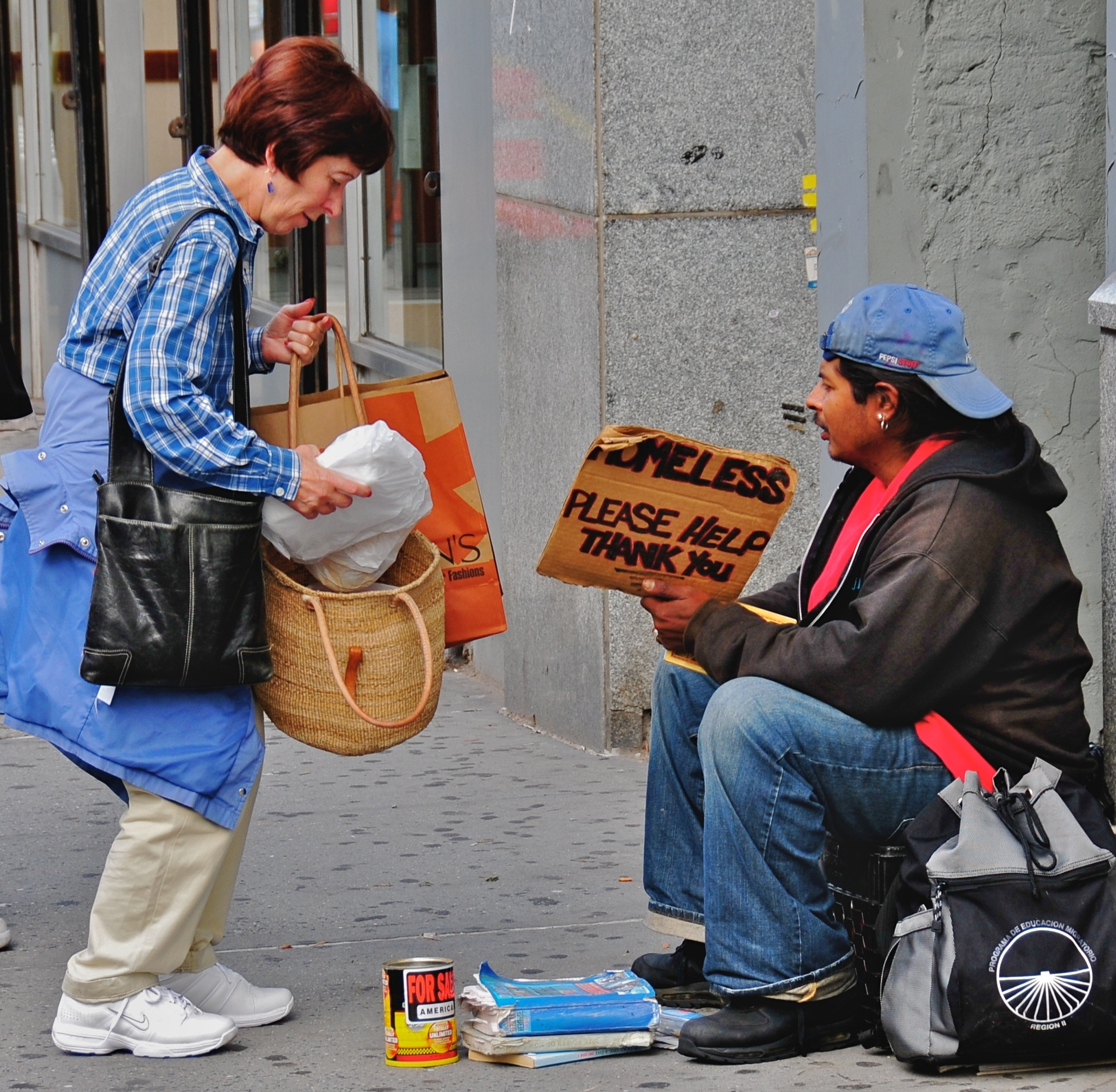
نمونه‌ای از رفتار کمک کردن
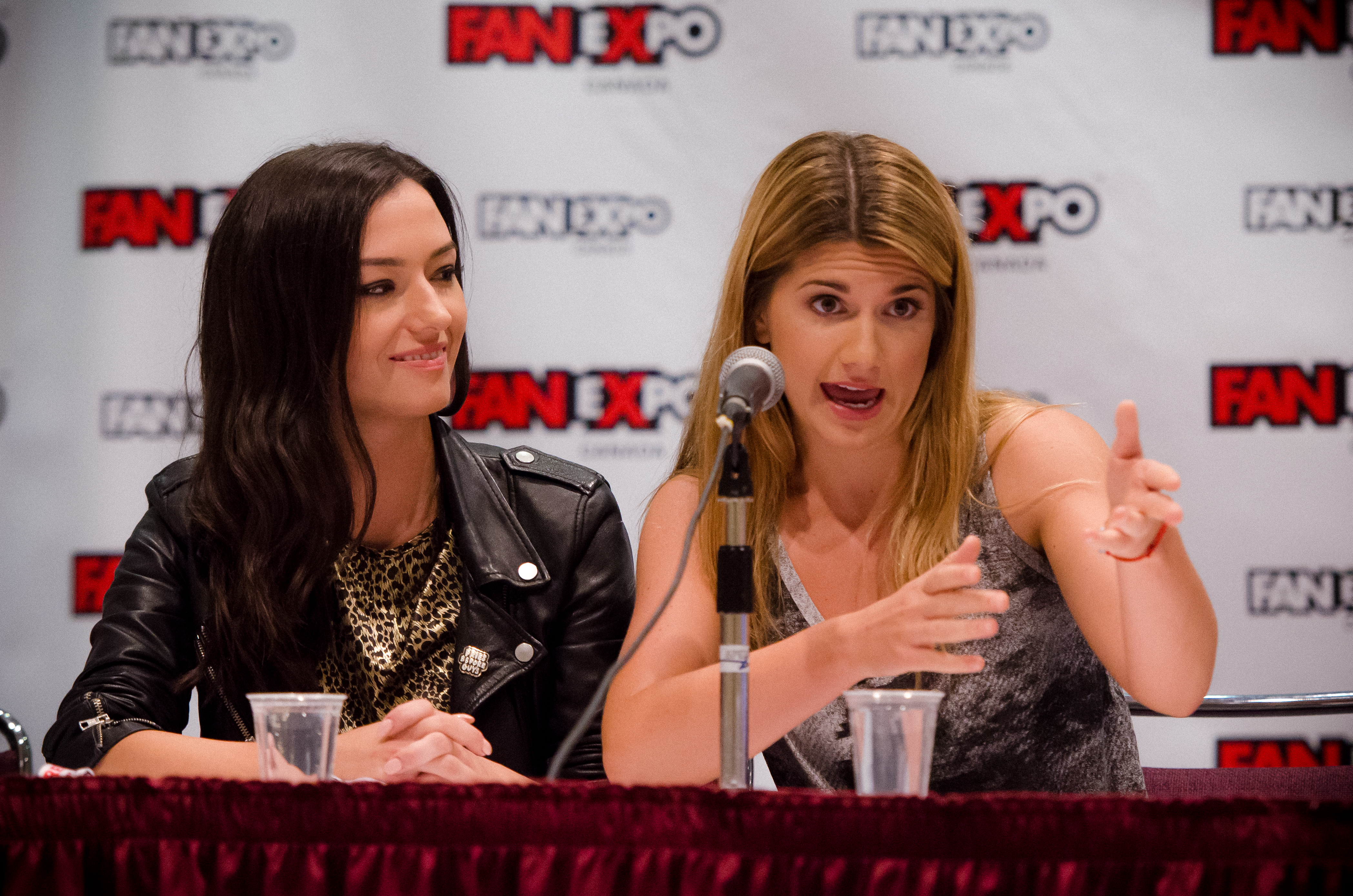
نمونه‌ای از حرکت‌های دست و حالت چهره همراه با گفتار.
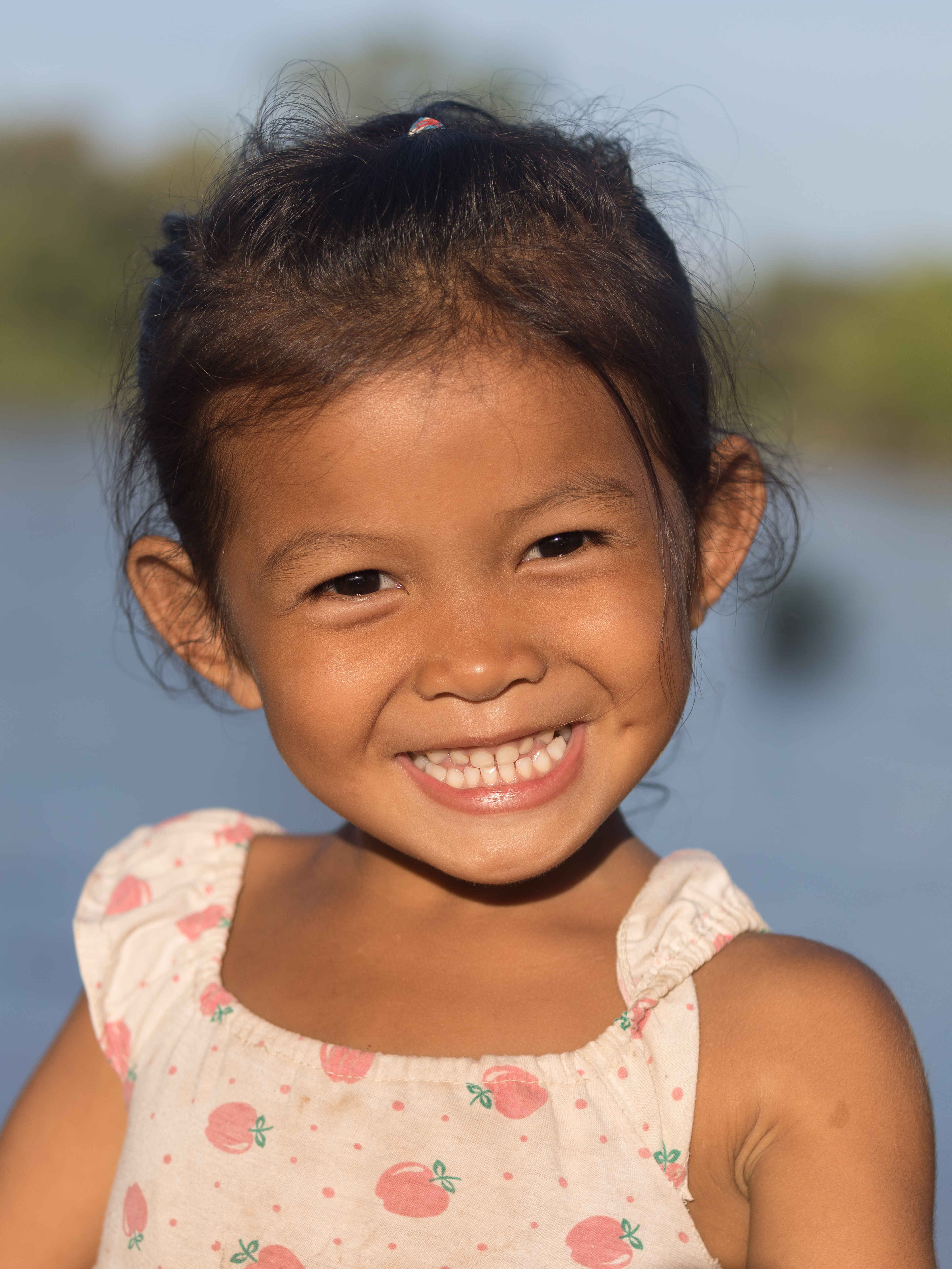
نمونه‌ای از رفتار غیرکلامی (حالت چهره، لبخند)